# هربرت تي بيرين
هربرت تي بيرين (بالإنجليزية: Herbert T. Perrin)‏ هو عسكري أمريكي، ولد في 8 سبتمبر 1893 في بلاتفيل في الولايات المتحدة، وتوفي في 9 يونيو 1962 في غامبير في الولايات المتحدة.